# ساشا کالادزیچ
ساشا کالایجیچ (صربی: Saša Kalajdžić؛ زادهٔ ۷ ژوئیهٔ ۱۹۹۷) بازیکن فوتبال اهل اتریش است که برای باشگاه ولورهمپتون واندررز بازی می‌کند.
وی همچنین در تیم‌های ملی فوتبال زیر ۲۱ سال اتریش و اتریش بازی کرده‌است.